# 나요시군
나요시군(일본어: 名好郡)는 일본이 지배하던 시기의 사할린에 있던 군이다. 법적으로는 1949년 6월 1일, 국가 행정 조직법 시행에 따라 폐지되었다. 다음의 1개의 정, 1개의 촌을 포함한다.
- 나요시 정
- 니시사쿠탄 촌